# Miloš Karadaglić
Miloš Karadaglić (en monténégrin cyrillique : Милош Карадаглић), parfois connu par son mononyme Miloš, est un guitariste classique monténégrin né le 23 avril 1983 à Titograd (Yougoslavie), aujourd'hui Podgorica, située au Monténégro.

## Biographie
Karadaglić commence à jouer de la guitare à l'âge de huit ans. En dépit de tous les obstacles posés par les Guerres de Yougoslavie, Miloš obtient à dix-sept ans une bourse d'études à la Royal Academy of Music et déménage à Londres. 

## Carrière
Son premier album, Mediterráneo, se retrouve en tête des palmarès classique dans le monde en 2011, et lui vaut à la fois le prestigieux Gramophone du Jeune Artiste de l'Année et un Echo Klassik en 2012.  
2012 est l'année de la percée de Miloš Karadaglić, avec des spectacles et tournées au Royaume-Uni, en France, aux Pays-Bas, en Suisse, aux États-Unis, au Canada, en Corée, au Japon, à Hong Kong et en Australie. « Ce qui fait en partie que Karadaglić a un tel succès », a commenté The West Australian, « est sa capacité à être à cheval entre la musique classique pure et dure et la musique classique pop ». Cette position a été reprise par la presse londonienne à la suite de son concert au Royal Albert Hall, à propos duquel The Guardian a écrit : « Le plus extraordinaire de loin, cependant, était la manière dont un seul guitariste, jouant dans un cadre intime et discret, et équipé d'un seul microphone et d'éclairages intelligents, pouvait réduire l'espace caverneux du Hall en quelque chose de si près ».
La passion de Miloš pour la guitare est mise en correspondance avec un sens intuitif de la façon d'amener l'instrument à son public – que ce soit pour un public de 3 000 personnes au Royal Albert Hall ou une performance intime de musique de chambre pour 100 personnes. Il apprécie autant de jouer dans les grandes salles de concert que dans d'autres lieux traditionnels tels que Le Poisson rouge à New York ou le Camden Roundhouse de Londres (iTunes Festival).

## Discographie
- 2011 : Mediterráneo (titré The Guitar dans certains pays)
- 2012 : Pasión
- 2012 : Latino (et l'édition spéciale Latino Gold parue l'année suivante)
- 2013 : Canción
- 2014 : Aranjuez (avec le London Philharmonic Orchestra et Yannick Nézet-Séguin)
- 2016 : Blackbird : The Beatles Album
- 2019 : Sound of Silence
- 2021 : The Moon & the Forest
- 2023 : "Baroque"